# Blastophorum pini
Blastophorum pini är en svampart som beskrevs av Minter & Hol.-Jech. 1981. Blastophorum pini ingår i släktet Blastophorum, divisionen sporsäcksvampar och riket svampar.   Inga underarter finns listade i Catalogue of Life.